# Scuola di Atene
La Scuola di Atene è un affresco (770×500 cm circa) di Raffaello Sanzio, databile al 1509-1511 ed è situato nella Stanza della Segnatura, una delle quattro "Stanze Vaticane", poste all'interno dei Palazzi Apostolici: rappresenta una delle opere pittoriche più rilevanti dello Stato della Città del Vaticano, visitabile all'interno del percorso dei Musei Vaticani.
È l'opera più famosa in assoluto tra quelle del pittore urbinate e la più importante dei Musei Vaticani insieme alla Volta della Cappella Sistina e il Giudizio Universale di Michelangelo.

## Storia
Dopo essersi insediato, papa Giulio II manifestò presto il desiderio di non utilizzare gli appartamenti del suo predecessore, Alessandro VI, scegliendo quindi altre stanze al piano superiore realizzate al tempo di Niccolò V e Pio II a metà del XV secolo, quando furono decorate da artisti del centro Italia tra cui Piero della Francesca.
Giulio II volle ridecorarle e chiamò a lavorare un gruppo eterogeneo di artisti, ai quali si aggiunse, negli ultimi mesi del 1508, Raffaello Sanzio. Colpito dalle prove del pittore urbinate, il papa decise di affidargli l'intera decorazione degli appartamenti distruggendo tutto quello fatto in precedenza. Vasari riferisce che Raffaello fu molto dispiaciuto di dover distruggere le parti dipinte da Piero della Francesca, di cui non conosciamo il soggetto.
La Stanza della Segnatura, tra le future Stanze di Eliodoro e dell'Incendio di Borgo, fu la prima ad essere decorata, con un tema legato all'ordinamento ideale della cultura umanistica, divisa in teologia, filosofia, poesia e giurisprudenza, a ciascuna delle quali è dedicata una parete. Tale disposizione ha fatto pensare che la stanza fosse originariamente destinata a biblioteca e studiolo privato del pontefice, anche se non vi sono documenti in tale senso. Fin dal suo completamento vi si insediò infatti il Tribunale della "Signatura Gratiae et Iustitiae", che le diede il nome.
La decorazione pittorica si avviò dalla volta, per proseguire alla parete est, dove venne raffigurata la Disputa del Sacramento, e a quella ovest della Scuola di Atene. Raffaello e i suoi aiuti vi attesero dal 1509 al 1510.
Non è chiaro quanto fu frutto della fantasia e della cultura dell'artista e quanto venne invece dettato dal papa e dai suoi teologi. Sicuramente Raffaello venne coadiuvato nella definizione del tema, ma è altresì risaputo lo straordinario prestigio che circondava l'artista, pienamente inseritosi nell'ambiente colto della curia romana, tanto da venire più volte esaltato dai letterati.
Durante il sacco di Roma gli affreschi della Stanza della Segnatura, come anche altre opere d'arte, subirono danni dai soldati luterani che accesero fuochi il cui fumo danneggiò gli affreschi e tracciarono scritte incise sulla fascia basamentale che vennero coperte da ridipinture seicentesche. Durante la Repubblica Romana instaurata dai giacobini e successivamente nel periodo napoleonico, i francesi elaborarono alcuni piani per staccare gli affreschi e renderli trasferibili. Infatti, espressero il desiderio di rimuovere gli affreschi di Raffaello dalle pareti delle Stanze Vaticane e inviarli in Francia, tra gli oggetti spediti al Musee Napoleon delle spoliazioni napoleoniche, ma questi non vennero mai realizzati a causa delle difficoltà tecniche e i tentativi falliti e disastrosi dei francesi presso la chiesa di San Luigi dei Francesi e Trinità dei Monti a Roma.

### Studi

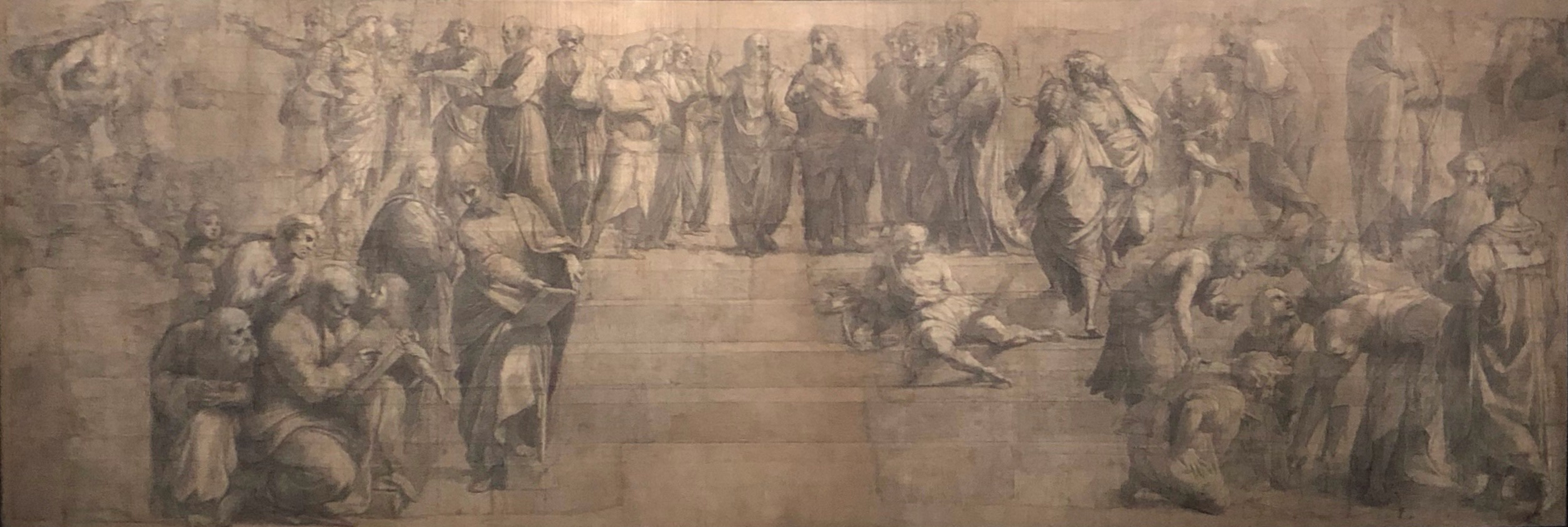
Il cartone di Raffaello all'Ambrosiana

Del dipinto esistono vari studi preparatori superstiti. Il progetto primitivo appare in un foglio conservato a Siena, che mostra un'idea molto diversa: in esso un filosofo, forse Platone, è assiso su un basamento con tre saggi ai suoi piedi e intorno una folla di discepoli. La gerarchia rigida di tale disegno e una certa disorganicità nel gruppo periferico appaiono completamente rivoluzionate nel cartone che si conserva alla Pinacoteca Ambrosiana.
In esso, che riguarda la metà inferiore senza l'architettura, sono già definiti tutti i personaggi come nella versione definitiva, ad eccezione dell'autoritratto di Raffaello, del presunto ritratto del Sodoma e della figura di Eraclito/Michelangelo: dall'esame dell'intonaco risulta che quest'ultima è stata realizzata dopo le altre, forse aggiunta come omaggio al collega dopo la scopertura parziale della volta della Cappella Sistina, nel 1511. Nel cartone gli effetti chiaroscurali sono molto accentuati, divergendo dallo sfumato leonardesco che è più riscontrabile nell'affresco compiuto.

## Descrizione e stile
La Scuola di Atene è un affresco che celebra la ricerca razionale, a differenza della Disputa che esalta la verità rivelata. L'opera rappresenta una scena immaginaria all'interno di un edificio classico, perfettamente rappresentato in prospettiva e incorniciato da un arco dipinto.
Le figure dei più celebri filosofi e matematici dell'antichità sono disposte su due piani, separati da una larga scalinata che attraversa l'intera scena. La coppia centrale di figure che conversano è identificata in Platone e Aristotele, attorno ai quali si trovano numerosi altri pensatori. In primo piano sulla sinistra è presente un gruppo autonomo di filosofi interessati alla conoscenza della natura e dei fenomeni celesti. Un altro gruppo, di difficile identificazione, è disposto in modo simmetrico al primo e contiene una figura che potrebbe essere Euclide o Archimede.
Complessivamente, la Scuola di Atene rappresenta un'immagine iconica della ricerca filosofica e scientifica dell'antichità, con tutte le sue sfaccettature e i suoi rappresentanti più importanti, immersi in un ambiente classico e perfettamente reso in prospettiva.

### Tema generale

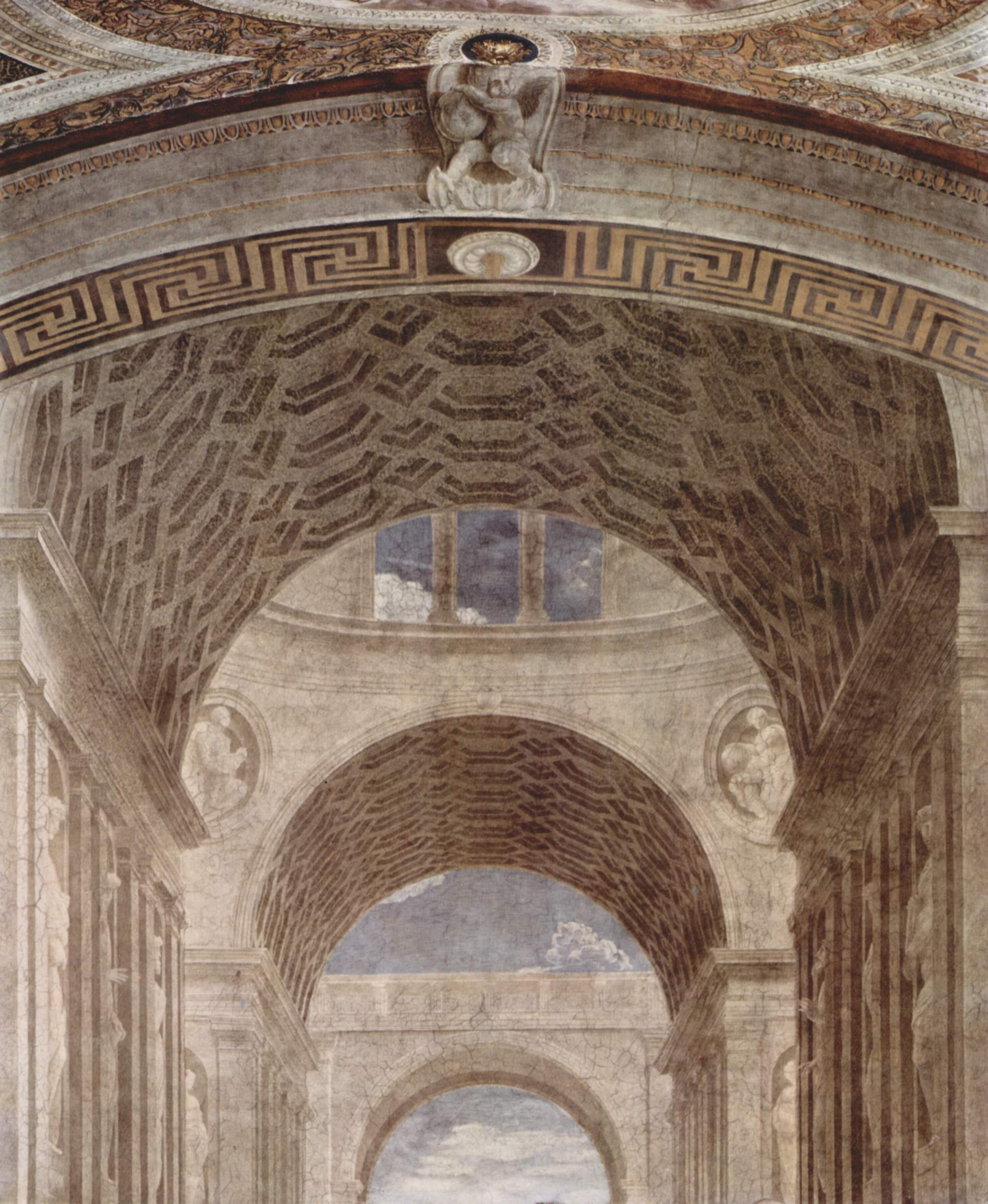
Architettura

Il titolo tradizionale è molto posteriore al periodo di esecuzione e non rispecchia le intenzioni dell'autore e della committenza e neppure la conoscenza storiografica della filosofia classica che si aveva all'inizio del XVI secolo. Risalente al XVIII secolo circa, fu proposto da studiosi di area protestante.
Il tema potrebbe invece essere riferito al concetto di "tempio della Filosofia" evocato da Marsilio Ficino.
Tutta la stanza è infatti inoltre improntata a complessi temi iconografici di carattere teologico e filosofico a cui contribuirono senza dubbio i personaggi del circolo neoplatonico che animava la corte papale e mira ad affermare le categorie del Vero, del Bene, e del Bello. Tema generale, leggibile solo in relazione agli altri dipinti della stanza, è la facoltà dell'anima di conoscere il Vero, attraverso la scienza e la filosofia. La presenza di così tanti pensatori di varie epoche riconosce il valore del desiderio e dello sforzo di arrivare alla conoscenza, comune a tutta la filosofia antica, visto come anticipazione del cristianesimo.
Tale rappresentazione è complementare al dipinto della Disputa del Sacramento sulla parete opposta, dove si esaltano la fede e la teologia. I due dipinti rappresentano così la complessità di rapporti tra la cultura classica e la cultura cristiana, così vitale nello sviluppo culturale del primo Cinquecento.
Nel tempo l'opera di Raffaello ha sollecitato innumerevoli interpretazioni, chiavi di lettura e modelli interpretativi, che si sovrappongono creando la percezione di un'opera complessa, ricca di livelli interpretativi ed impressa nell'immaginario visivo collettivo. Vi è stato letto un quadro completo della storia del pensiero antico dalle sue origini, ricco di rimandi colti, riferimenti, caratterizzazioni dei protagonisti, simboli e riferimenti cifrati, o anche una rappresentazione delle sette arti liberali (Springer, Chastel), con in primo piano, da sinistra, la grammatica, l'aritmetica e la musica, a destra geometria e astronomia, e in cima alla scalinata retorica e dialettica.
Il grande affresco costituisce sicuramente un "manifesto" della concezione antropocentrica dell'uomo rinascimentale. L'uomo domina la realtà, grazie alle sue facoltà intellettive, ponendosi al centro dell'universo, in una linea di continuità fra l'antichità classica e il cristianesimo. Se la prospettiva ricorda la struttura delle basiliche antiche, la geometria in cui sono disposti i personaggi simboleggia la fiducia di Raffaello nell'ordine del mondo, un ordine al contempo divino e intellettuale.

### L'architettura

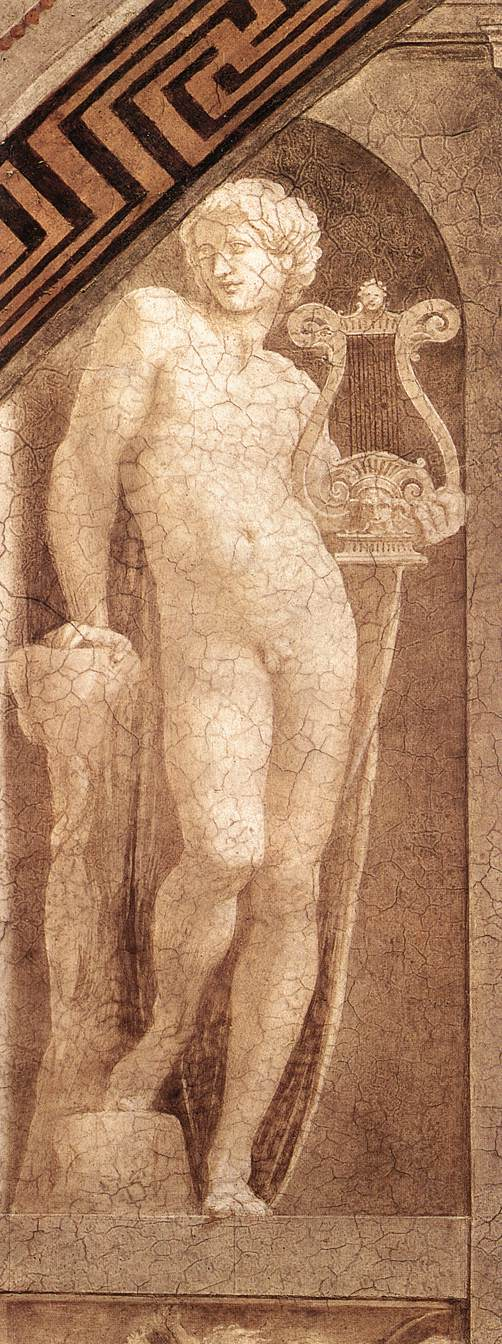
Apollo

La solenne architettura dello sfondo, priva di copertura e che lascia intravedere un cielo limpido, ha proporzioni che richiamano l'architettura tardoantica (come la Basilica di Massenzio), con le volte cassettonate e l'innesto di un tamburo di una cupola. Probabilmente si ispira ai progetti della nuova Basilica di San Pietro di Bramante, o meglio al cantiere della grande chiesa con i grandiosi bracci a croce greca in costruzione, che dovevano originariamente generare una pianta centrale.
Nei pilastroni, che fanno da sfondo alla gradinata su cui si trovano i filosofi, sono collocate due statue, entrambe riprese da modelli classici: Apollo con la lira a sinistra e Minerva a destra, con l'elmo, la lancia e lo scudo con la testa di Medusa. L'identificazione delle divinità è chiarita dai bassorilievi sottostanti. Sotto Apollo si trovano una Lotta di ignudi (simboleggiante la violenza della guerra) e un Tritone che rapisce una nereide (le brame sensuali), che raffigurano impulsi negativi dell'animo umano dai quali si può elevarsi con la guida della ragione, rappresentata dal dio. Sotto Minerva si vedono invece figure di più difficile interpretazione, tra cui una donna seduta vicino a uno spicchio della ruota dello zodiaco, e una lotta tra un uomo e un bovino, forse allusioni all'intelligenza e alla vittoria della bestialità governata dalla dea. In scorcio nella navata si intravedono altre nicchie ed altri bassorilievi.
Nei medaglioni sotto l'imposta della cupola si vedono due bassorilievi con un uomo nell'atto di alzare gli occhi da un libro e una donna con le braccia su un globo terrestre: i loro gesti sono da mettere in relazione con quelli di Platone e Aristotele al centro.
Notevole è l'enfasi data alla rappresentazione prospettica, che aveva avuto a Urbino uno dei centri di diffusione più importanti, da dove provenivano tanto Raffaello quanto Bramante.
Del resto una restituzione prospettica così complessa lascia pensare che Raffaello si sia avvalso di uno specialista, forse Bastiano da Sangallo, virtuoso autore di prospettive sceniche, o, come riporta Vasari con però minore credito negli studiosi moderni, Bramante stesso. È altresì noto però che una delle specialità del Sanzio era proprio la prospettiva (Vasari riporta che l'insegnò lui al fiorentino Fra Bartolomeo) e che le rappresentazioni architettoniche nelle Stanze sono il precedente più importante della sua carriera da architetto: per queste ragioni si è propensi ad attribuire l'ideazione della monumentale architettura a Raffaello stesso, pur ispirato da Bramante.
Uno studio originale, condotto secondo il principio dell'individuazione della unità di misura, è esposto nel libro Raffaello. Il segno e la regola nella Scuola di Atene a cura di Franca Manenti Valli. Le riflessioni sull'architettura sono messe in relazione con le caratteristiche dell'affresco posto di fronte, ovvero La disputa del Sacramento.

### Personaggi
Le cinquantotto figure presenti nell'affresco hanno sempre sollecitato gli studiosi circa la loro identificazione. I gruppi si articolano dinamicamente concatenando gesti ed espressioni, e rispettando una certa gerarchia simbolica che non irrigidisce però mai la rappresentazione, che appare sempre sciolta e naturale.
A vari personaggi Raffaello affidò le effigi di artisti contemporanei, compreso sé stesso, come per ribadire la nuova, orgogliosa autoaffermazione di dignità intellettuale dell'artista moderno.
Le personalità raffigurate leggono libri di carta, nota nel mondo islamico da vari secoli, oppure di pelle di pergamena, anziché rotoli in fibra di canna di papiro, come ancora nel XX secolo si ritiene che scrivessero gli autori dell'antica Grecia.

#### Platone e Aristotele

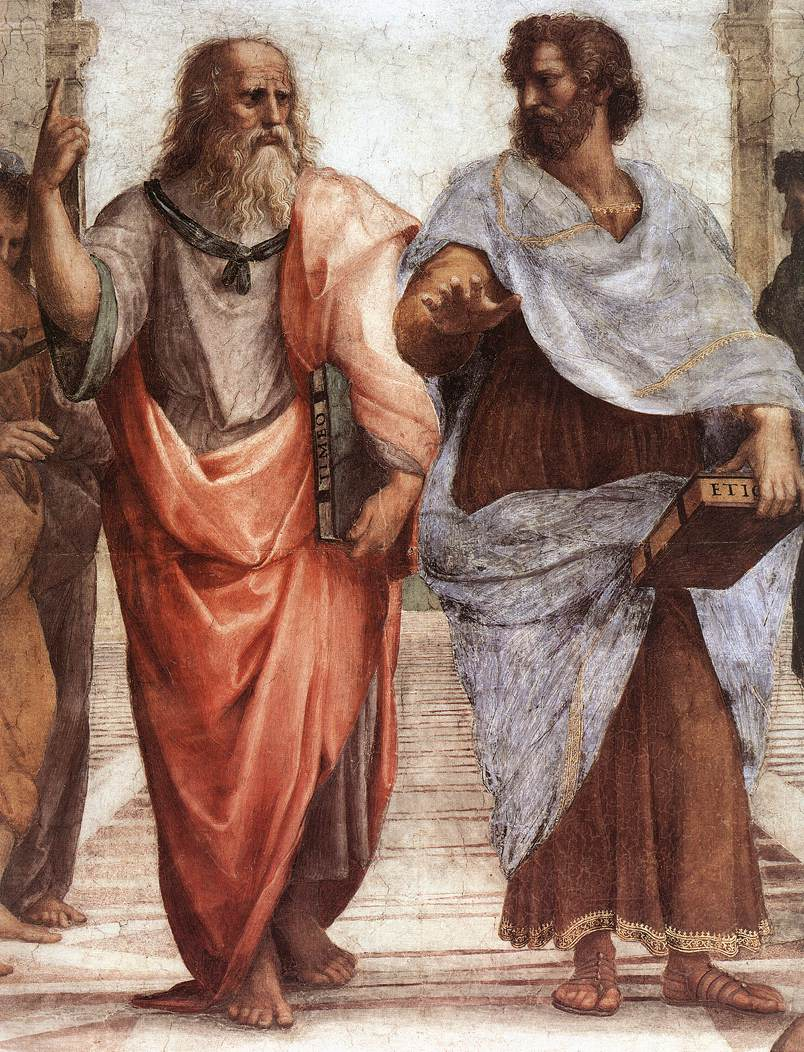
Platone e Aristotele

I due principali filosofi dell'antichità, Platone e Aristotele, si trovano al centro della composizione, vicino al punto di fuga, situato tra i due, quasi a volere indicare che il vero abbia caratteristiche sintetiche, di conciliazione tra quelle già intuite dall'uno e l'altro, quali figure fondamentali per lo sviluppo del pensiero occidentale. Del resto il concetto di una dialettica tra aristotelismo e platonismo, superata dal pensiero cristiano, non era nuovo neppure nella pittura. Si veda ad esempio la tavola trecentesca del Trionfo di san Tommaso d'Aquino di Lippo Memmi. L'occhio dello spettatore è inevitabilmente direzionato sulle figure dei due grandi filosofi mediante le linee di fuga del pavimento e dell'edificio, nonché per l'isolamento offerto dalla cornice di cielo racchiusa dall'arco sullo sfondo.
Platone, raffigurato forse con il volto di Leonardo da Vinci, regge il Timeo e solleva il dito verso l'alto a indicare Il Bene (l'Idea delle Idee, l'Uno) e sottintendere che l'oggetto della ricerca filosofica è l'idea di Bene (che si raggiunge appunto nel pensiero, oltre le cose, metaforicamente nella sfera celeste), secondo un processo che va dalla percezione delle cose sensibili (mediante i sensi) a un pensiero intorno a ciò che le cose sono in verità, oltre le apparenze (mediante l'intellezione); Aristotele invece, il cui volto sembra essere quello del maestro di prospettive Bastiano da Sangallo, regge l'Etica Nicomachea e distende il braccio destro tenendolo sospeso a mezz'aria, per indicare il processo opposto e complementare a quello indicato da Platone, ossia il ritorno dal mondo intellegibile (del pensiero), nel quale si è trovata l'idea di Bene, al mondo sensibile (la realtà apparente), per applicare tale idea mediante questa nuova Etica, oggettivamente fondata, in modo da trasformare la realtà e farla divenire il più possibile ideale (vicina all'idea). Lo stesso Platone indica questi due processi (quello ascensionale, mistico, che dalle forme va al contenuto, e quello discensionale, politico, che dal contenuto va alle forme per trasformarle) come presupposto fondamentale del pensiero, e tale complementarità è bene esplicitata dal mito della caverna (Repubblica, libro VII), nel quale il prigioniero della caverna (metaforicamente l'uomo, prigioniero delle sue impressioni sensibili) riesce a liberarsi e a vedere il sole (il Bene), e una volta scoperta l'esistenza di un mondo al di fuori della caverna ritorna a liberare i suoi compagni di prigionia (la società), affinché si possa vivere tutti insieme alla luce del sole.
L'essenza delle due teorie è, come si è visto, prossima alla sovrapposizione, in particolare secondo le idee del neoplatonismo rinascimentale e di Pico della Mirandola, tutte idee che Raffaello teneva bene presenti, in virtù anche della coscienza (neoplatonica ed esoterica) dell'unicità del vero, e delle varie visioni del mondo come discorsi (più o meno corretti) intorno allo stesso oggetto. L'essenza delle loro dottrine è quindi racchiusa in semplici gesti eloquenti, una delle caratteristiche più straordinarie dell'arte di Raffaello: a questo si riferiva probabilmente Vasari quando scriveva che il Sanzio «fu alla composizione delle storie così facile e pronto che gareggiava con l'efficacia della parola scritta».
Nella raffigurazione dei due filosofi è stato visto, fin dal XVI secolo, anche un parallelismo con i due apostoli Pietro e Paolo.
Platone e Aristotele rappresentano i due principali poli di aggregazione delle altre figure, raffigurando in qualche modo la complementarità tra scuola platonica e scuola aristotelica. Questa impostazione gerarchica riflette le convinzioni del neoplatonismo dell'epoca, spiegando la posizione relativamente marginale di Socrate e l'assenza degli ultimi sviluppi del pensiero classico, come gli stoici.
Un'altra interpretazione data da Giovanni Reale nel suo Storia della filosofia Greca e Romana è la seguente:
«Nel dipinto di Raffaello raffigurante la Scuola di Atene si è da molti vista una rappresentazione visiva di questa interpretazione: a Platone con la mano indicante il cielo, ossia il trascendente, si contrapporrebbe Aristotele con la mano indicante la terra, ossia l’empirica e immanente sfera dei fenomeni. Anche noi per molto tempo siamo stati tratti in inganno da tale interpretazione, ma nel nostro volume dedicato all’interpretazione di questo capolavoro di Raffaello , abbiamo dimostrato che non è così. Aristotele, a ben vedere, con la sua mano non fornisce affatto una indicazione antitetica a quella di Platone, ossia non punta affatto l’indice della mano destra sulla terra; tiene invece la mano con il palmo sospeso fra la terra e il cielo, e tende ad alzarla dalla terra verso il cielo (sia pure in maniera allusiva e contenuta). Per di più, egli fa questo, guardando fisso e con intensità la mano di Platone alzata verso il cielo. Aristotele sembrerebbe dire: dobbiamo arrivare certamente al soprasensibile, ma partendo dai fenomeni sensibili e salvandoli; proprio per salvare tali fenomeni sensibili, dobbiamo giungere al soprasensibile. In effetti, Aristotele, malgrado tutto l’amore che ebbe per i fenomeni, non si stancò di ripetere che, dal punto di vista speculativo, questi si «salvano» solo con il meta-fenomenico, ossia solo se messi in relazione con una causa immateriale, immobile e trascendente.
Potremmo brevemente riassumere le differenze fin qui rilevate in questo modo: Platone, oltre che filosofo, è anche un mistico e un poeta; Aristotele, invece, oltre che filosofo è anche uno scienziato empirico. Tuttavia questo plus di segno opposto che differenzia marcatamente i due uomini, li differenzia appunto nei loro interessi umani extrafilosofici, per così dire, e non già nel nucleo speculativo del loro pensiero.»

#### Gruppi di sinistra
Mentre il centro della scena è interessato dalla fuga prospettica, i lati, sullo sfondo dell'architettura in primo piano, mostrano un rallentamento del movimento, anche grazie alla scansione orizzontale dei quattro gradini. Ciò permette di individuare più chiaramente i gruppi. Tra i filosofi rappresentati alcuni sono chiaramente riconoscibili per lo specifico ruolo che assumono nella composizione o per specifici attributi iconografici (come Diogene o Socrate), mentre di altri l'identità è più o meno controversa.

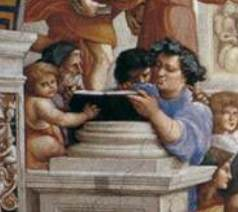
Particolare della Scuola di Atene che, secondo lo storico della filosofia Giovanni Reale, raffigura un rito orfico.

A sinistra di Platone, girato verso un gruppo di giovani e con una tunica verde bottiglia, si trova Socrate, la cui identificazione è resa sicura dai tratti fisionomici ripresi dai busti marmorei del filosofo giunti dall'epoca classica. Tra i giovani davanti a lui si sono riconosciuti Alcibiade o Alessandro Magno, armato, Senofonte ed Eschine (o Alcibiade).
All'estrema sinistra, attorno alla base di una colonna, Zenone di Cizio vicino a un fanciullo, che regge il libro letto, secondo alcuni, da Epicuro incoronato di pampini di vite. Sull'identificazione di quest'ultima figura, interpretata da Giovanni Reale come un rito orfico, così si esprime lo storico della filosofia:
(Giovanni Reale. Orfici. Milano, Bompiani, 2011, pp. 7-8)
Pitagora è seduto più avanti, in primo piano, mentre legge un grosso libro e forse Telauge gli regge una tavoletta. Nella tavoletta si leggono segni simbolici, riprodotti anche dallo Zarlino, che sono stati visti come schemi delle concordanze musicali, cioè la suddivisione tipicamente pitagorica dell'ottava musicale e la forma simbolica della Tetraktys. Dietro di lui Averroè col turbante, che si china verso di lui, e un vecchio che prende appunti, identificato con Boezio o Anassimandro o Senocrate o Aristosseno o ancora Empedocle. Davanti si trovano un giovane in piedi di controversa identificazione e Parmenide o Aristosseno.

Verso il centro Eraclito, isolato, poggia il gomito su un grande blocco. La vicenda di questo personaggio nel dipinto è molto famosa. Nel cartone preparatorio dell'affresco questa figura non c'è. Sembrerebbe che Raffaello, curioso di vedere cosa stesse dipingendo il suo rivale Michelangelo nella Cappella Sistina, una notte sia entrato nella Cappella, arrampicandosi sui ponteggi, ed abbia visto il ciclo di affreschi che Buonarroti stava realizzando rimanendo molto sorpreso. Per rendere omaggio a Michelangelo, quindi, avrebbe deciso di inserire il suo rivale nella Scuola di Atene e abbia dipinto Eraclito, pensieroso e appoggiato ad un blocco, con il volto di Michelangelo.

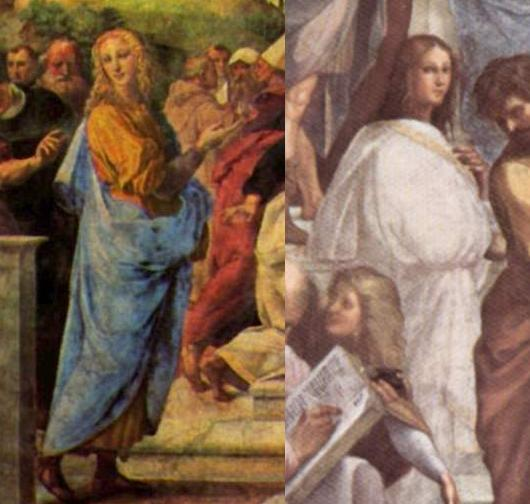
L'angelo della Disputa e la figura biancovestita della Scuola di Atene a confronto

Il personaggio sulla sinistra, di fianco a Parmenide, dai tratti efebici, biancovestito e con lo sguardo rivolto verso lo spettatore, è di identificazione controversa, anche se una identificazione generalmente accettata è quella di Francesco Maria Della Rovere, duca di Urbino e nipote del papa Giulio II, che all'epoca del dipinto si trovava a Roma e ai cui servigi Raffaello doveva forse la venuta a Roma. Secondo l'ipotesi di Giovanni Reale questa figura biancovestita è un "simbolo emblematico dell'efebo greco ovvero della "bellezza/bontà", la Kalokagathia:
(Giovanni Reale)

Ad analoghe conclusioni era giunto il noto storico d'arte austriaco Konrad Oberhuber: 
(Konrad Oberhuber, Lamberto Vitali, Raffaello. Il Cartone per la Scuola di Atene, Silvana Editoriale d'Arte, Milano 1972, p. 33.)
L'improbabile identificazione con Ipazia (matematica di Alessandria d'Egitto del IV-V secolo) non risulta suffragata da nessuna fonte o saggio critico attendibile. Tuttavia risulta negli ultimi anni così ampiamente diffusa che non è possibile non darne conto.
Un recente studio, particolarmente argomentato, individua nella figura biancovestita l'icona della "Verità".

#### Gruppi di destra

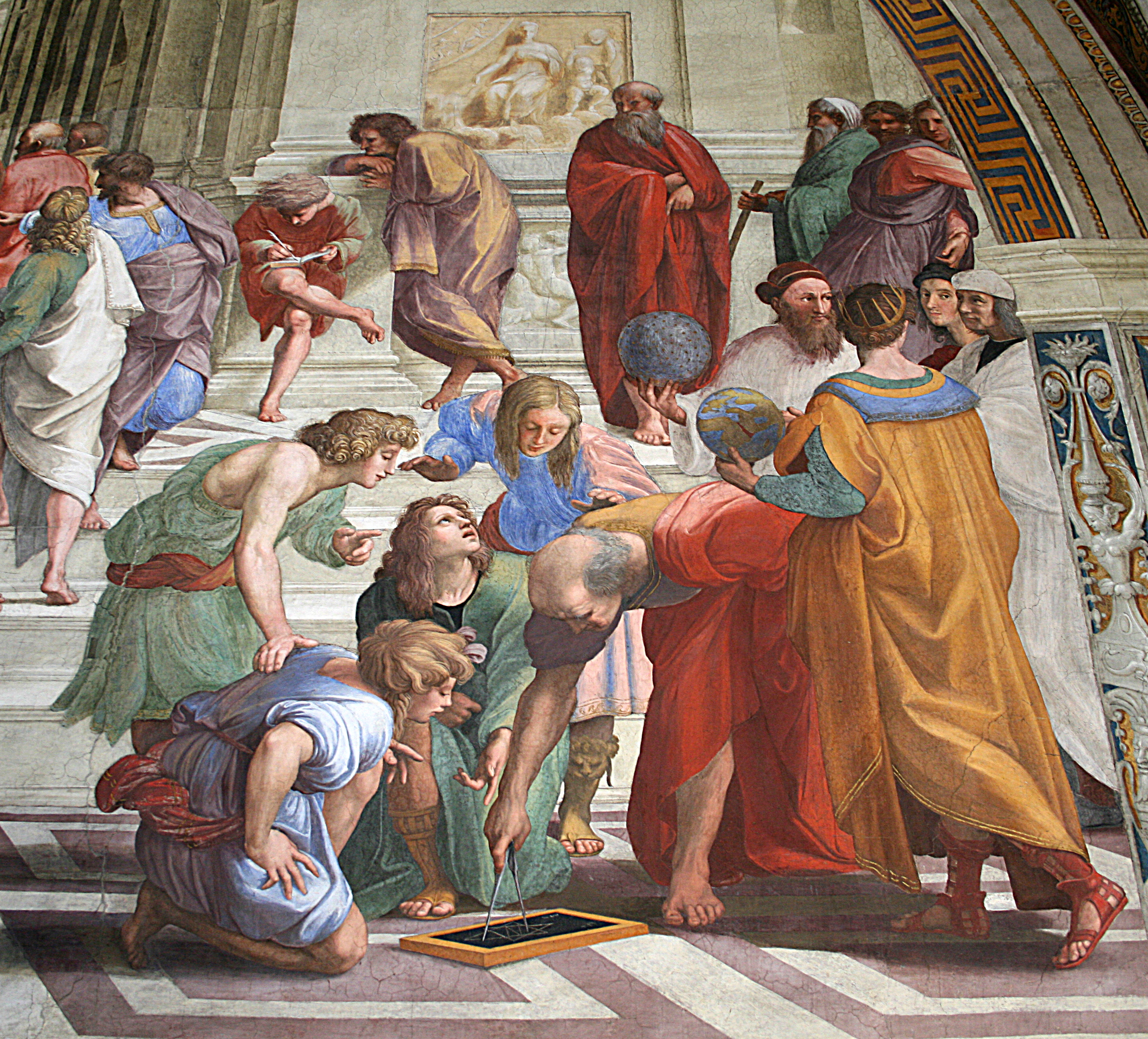
Gruppo di destra

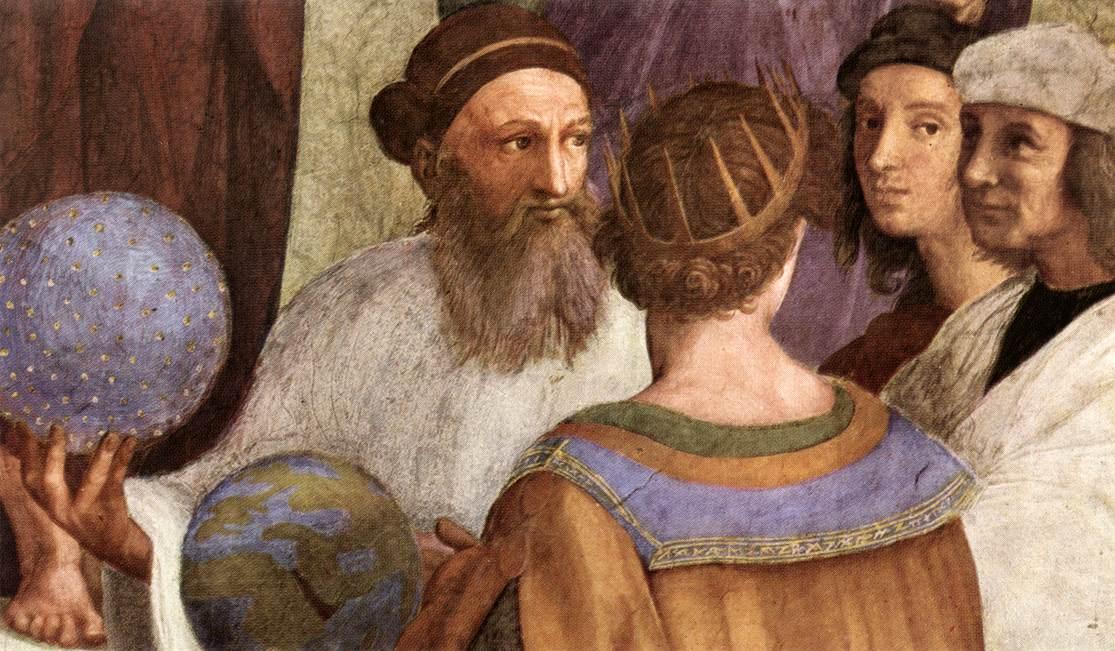
Zoroastro dipinto da Raffaello, particolare della Scuola di Atene. Qui il profeta iranico viene rappresentato mentre tiene in mano un globo celeste in quanto ritenuto uno dei fondatori dell'astronomia, e autore degli Oracoli caldaici. Tale attribuzione fu dovuta al fatto che nel Rinascimento Zoroastro era ritenuto l'autore dei suddetti Oracoli nonché fondatore delle dottrine e delle pratiche magiche e teurgiche lì presentate. L'attribuzione era opera di Giorgio Gemisto, detto "Pletone", che giunto in Italia da Bisanzio nel 1439 per favorire l'unificazione delle due chiese cristiane separate dallo scisma, sostenne che gli Oracoli caldaici erano opera di Zoroastro, opinione che oggi appare difficilmente sostenibile, ma che fu largamente diffusa per tutto il Rinascimento, e anche dopo, grazie all'opera di Marsilio Ficino Commentari a Zoroastro.

Il gruppo a destra di Aristotele è di difficile interpretazione. L'uomo stante, vestito di rosso, dovrebbe essere Plotino, in silenzioso isolamento. Situato allo stesso livello prospettico di Platone, per l'importanza che gli venne attribuita nel Rinascimento, Plotino è raffigurato significativamente ai piedi della statua di Atena, dea della filosofia presso i neoplatonici.
Al centro sta sdraiato sui gradini Diogene, con i chiari elementi iconografici (l'abito lacero e l'atteggiamento di ostentato disprezzo del decoro e la ciotola).
In primo piano si trova un gruppo centrato su Euclide (secondo alcuni studiosi si tratterebbe di Archimede, in ogni caso la figura è raffigurata con le sembianze del Bramante), intento a enucleare un teorema tracciando figure geometriche, attorniato da allievi; alcuni decori sulla sua tunica sono stati interpretati come la firma di Raffaello ("RVSM": "Raphaël Urbinas Sua Manu") e forse la data MDVIIII.

Dietro di lui, l'uomo coronato che dà le spalle allo spettatore e regge un globo terracqueo in mano è Claudio Tolomeo, che a quell'epoca era ancora confuso con un faraone della dinastia dei Tolomei. Davanti a lui si trova un uomo barbuto, forse Zoroastro. 

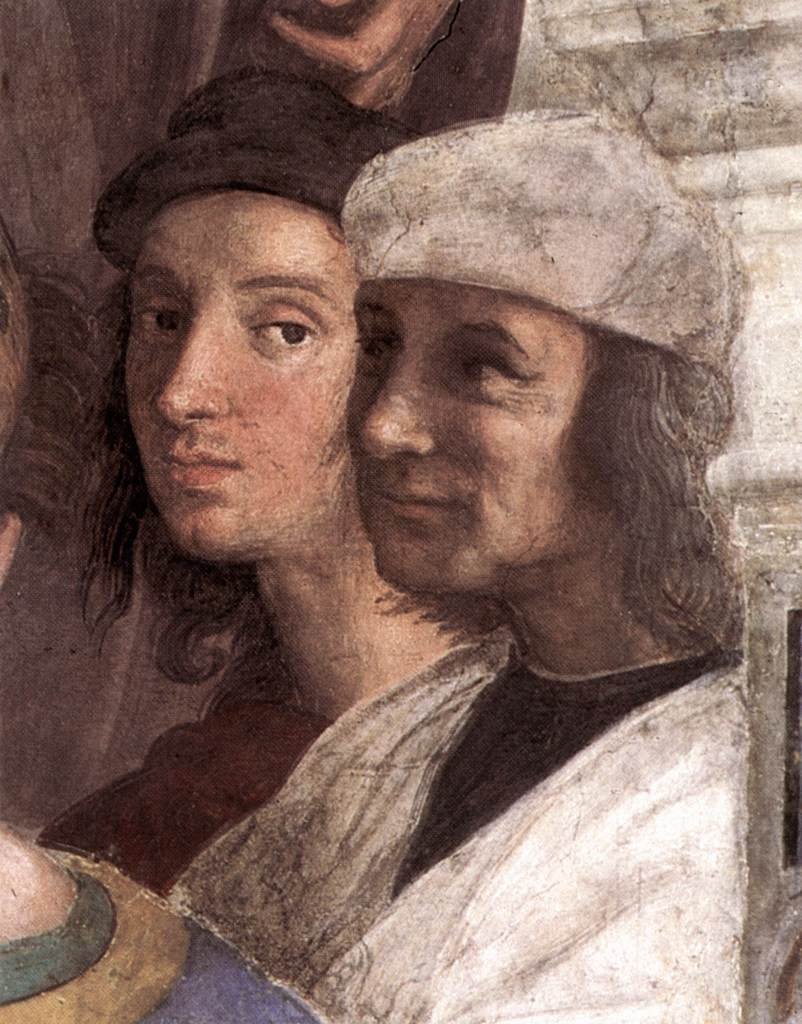
Autoritratto di Raffaello Sanzio e presunto ritratto del Sodoma

#### L'autoritratto di Raffaello
All'estrema destra due personaggi di profilo, in vesti contemporanee, rappresenterebbero la raffigurazione ad autoritratto di Raffaello stesso e quella, più improbabile, dell'amico e collega Sodoma, che ha lavorato al dipinto sulla volta ed a cui alcuni hanno attribuito un ruolo anche nell'esecuzione dell'affresco stesso. L'identificazione di Sodoma è però da alcuni ritenuto improbabile, giudicando l'età dell'effigiato molto maggiore ai trentatré anni che l'artista aveva all'epoca; si sono fatti allora i nomi del Perugino, antico maestro di Raffaello, che all'epoca aveva l'età di circa 60 anni (ma che contrasta con le fattezze del pittore tramandate nel suo autoritratto), o di Timoteo Viti o ancora con Giuliano da Sangallo.
La presenza di Raffaello tra i filosofi è stata così spiegata da Giovanni Reale (1997): «L'arte di Raffaello è un attenuarsi di quella metafisica "giusta misura", che per Platone coincide con il Bene e con il Vero e [...] dunque è godimento supremo del Bene e del Vero mediante il Bello. e credo che con la firma di "piccolo tra i grandi", Raffaello intendesse presentarsi anche come filosofo appunto in questa dimensione: l'arte è alta filosofia, come esplicazione delle armonie numeriche del bello visibile, armonie che costituiscono, in ultima analisi, la struttura dell'essere».
Il Politecnico di Milano ha acquisito come simbolo proprio questo gruppo di personaggi.

#### Figure di contemporanei
L'evocazione degli uomini illustri del passato venne collegata indissolubilmente al presente, dando talvolta agli uomini antichi le fattezze di personaggi contemporanei. Probabilmente nelle figure dell'affresco erano riconoscibili i personaggi della corte pontificia, tra cui umanisti, letterati e principi. Per la critica moderna però, nella generale scarsità di fonti attendibili, scritte o iconografiche, si identifica soprattutto un nutrito gruppo di artisti.
Già Vasari menzionò i ritratti di Federico II Gonzaga,allora giovanetto, di Bramante, e di Raffaello stesso. Particolarmente conosciute, ma non sempre documentate, sono le ipotetiche raffigurazioni di Michelangelo nella figura di Eraclito, Leonardo da Vinci come Platone e Bramante come Euclide. Controversa è poi l'identificazione di Francesco Maria Della Rovere nel giovane stante vestito di bianco. La presenza degli artisti nell'affresco ribadiva l'elevazione del loro mestiere tra le arti liberali, secondo lo spirito pienamente rinascimentale.
La figura di Michelangelo, come si è già accennato, venne aggiunta in un secondo momento e nello stile riecheggia le magniloquenti torsioni del collega, con un forte risalto plastico. La notizia dell’ammirazione di Raffaello verso Michelangelo ha radici remote nel tempo. Viene attestata da un giovane seguace in una biografia scritta in base alle memorie del Buonarroti stesso settantanovenne. “Raffael da Urbino, quantunque volesse concorrer con Michelangelo, più volte ebbe a’ dire che ringraziava Iddio, d’esser nato al suo tempo; avendo ritratta da lui altra maniera di quella, che dal padre che dipintor fu, et dal Perugino suo maestro aveva imparata” . Autorevoli studiosi hanno interpretato l’inserimento della figura del filosofo Eraclito con le sembianze di Michelangelo come un doveroso “omaggio che Raffaello rese al Buonarroti ritraendolo” , data la grandezza unanimemente riconosciutagli. Se davvero la figura fosse stata aggiunta per tributo di stima, Giorgio Vasari avrebbe accennato all’encomio pittorico ricevuto dal suo artista prediletto, “il qual non solo tiene il principato di una di queste arti, ma di tutte e tre insieme” . Infatti in occasione della sua descrizione dei personaggi contemporanei dipinti nella “camera della Segnatura” , avrebbe potuto rimarcare l’elogio. Il Vasari neppure rilevò la fisionomia di Michelangelo tra i filosofi raffigurati. Nella parte inferiore della scalinata di Scuola d’Atene, viene mostrato il personaggio di Eraclito in primo piano, mettendo in risalto gli stivali da cavaliere. Questi calzari appaiono come un elemento distintivo di Michelangelo veduto quando compariva in pubblico .  Lo si desume da un aneddoto secondo il quale, all’epoca in cui il maestro “è stato più robusto, più volte ha dormito vestito, et con li stivaletti in gamba, quali ha sempre usati, si per cagion del granchio di che continuo ha patito, si per altri rispetti: et è stato qualche volta tanto a cavarsegli, che poi con gli stivaletti, n’è venuta la pelle, come quella della biscia” . L’abitudine di indossarli, allorquando non si cavalca, è degna di scherno. Notoriamente la figura stessa non era contemplata nel cartone preparatorio per l’affresco custodito all’Ambrosiana. La sua aggiunta nel dipinto piuttosto che per un omaggio pare inserito per un leggiadro dileggio , da parte di colui che “sempre suol mostrarsi dolce e piacevole con ogni sorta di persone” .

#### Schema riassuntivo
Di seguito sono presentate una legenda e una tabella di riferimento, che forniscono un'analisi dettagliata delle informazioni relative ai protagonisti di spicco del quadro.

Legenda della tabella

| Nr. di rif. | Immagine | Filosofo                                                             | Personaggio contemporaneo                 | Note   | Nr. di rif. | Immagine | Filosofo            | Personaggio contemporaneo           | Note          |
| ----------- | -------- | -------------------------------------------------------------------- | ----------------------------------------- | ------ | ----------- | -------- | ------------------- | ----------------------------------- | ------------- |
| 1           |          | Zenone di Cizio                                                      |                                           | [ 1 ]  | 12          |          | Socrate             |                                     | [ 1 ]         |
| 2           |          | Epicuro o Rito orfico                                                | Fedra Inghirami                           | [ 6 ]  | 13          |          | Eraclito            | Michelangelo Buonarroti             | [ 6 ] [ 30 ]  |
| 3           |          |                                                                      | Federico II Gonzaga                       | [ 17 ] | 14          |          | Platone             | Leonardo da Vinci                   | [ 17 ]        |
| 4           |          | Severino Boezio o Anassimandro o Aristosseno o Empedocle o Senocrate |                                           | [ 1 ]  | 15          |          | Aristotele          | Bastiano da Sangallo                | [ 10 ] [ 17 ] |
| 5           |          | Averroè                                                              |                                           | [ 1 ]  | 16          |          | Diogene di Sinope   |                                     | [ 17 ]        |
| 6           |          | Pitagora                                                             |                                           | [ 1 ]  | 17          |          | Plotino             |                                     | [ 1 ]         |
| 6 bis       |          | Telauge                                                              |                                           | [ 1 ]  | 18          |          | Euclide o Archimede | Bramante                            | [ 17 ] [ 40 ] |
| 7           |          | Alcibiade                                                            |                                           | [ 1 ]  | 19          |          | Zoroastro           | Baldassarre Castiglione             | [ 17 ]        |
| 8           |          | Antistene o Senofonte                                                |                                           | [ 1 ]  | 20          |          | Claudio Tolomeo     |                                     | [ 1 ]         |
| 9           |          | Kalokagathia greca (cosiddetta Ipazia)                               | Francesco Maria I della Rovere (presunto) | [ 22 ] | R           |          | Apelle              | Raffaello                           | [ 17 ]        |
| 10          |          | Eschine o Senofonte o Alcibiade                                      |                                           | [ 1 ]  | 21          |          | Protogene           | Il Sodoma o Perugino o Timoteo Viti | [ 30 ]        |
| 11          |          | Parmenide o Senocrate o Aristosseno                                  |                                           | [ 1 ]  |             |          |                     |                                     |               |